# گلزنپ (دهانه)
گلزنپ یک دهانه برخوردی در ماه‌ است.

## دهانه‌های اقماری
این دهانه ۵ دهانه اقماری دارد.
| Glazenap | عرض جغرافیایی | طول جغرافیایی | قطر          |
| -------- | ------------- | ------------- | ------------ |
| P        | ۵.۰° S        | ۱۳۶.۰° E      | ۵۷.۰ کیلومتر |
| S        | ۲.۰° S        | ۱۳۴.۳° E      | ۲۸.۰ کیلومتر |
| V        | ۰.۶° S        | ۱۳۶.۰° E      | ۲۲.۰ کیلومتر |
| E        | ۱.۴° S        | ۱۳۹.۰° E      | ۱۴.۰ کیلومتر |
| F        | ۱.۵° S        | ۱۳۹.۷° E      | ۱۱.۰ کیلومتر |